# Вероник Жарден
Вероник Жарден (фр. Véronique Jardin; Марсељ, 15. септембар 1966 — Вернег, 8. јун 2023) била је  француска пливачица, вишеструка национална првакиња и рекордерка, учесница олимпијских игара и светских првенстава. Њена примарна дисциплина су биле спринтерске трке слободним и леђним стилом.
Такмичила се на Олимпијским играма у Лос Анђелесу 1984. и Барселони 1992. године. Током десетогодишње пливачке каријере освојила је 24 титуле националног првака.
Била је удата за француског пливача Ерика Гасталдела, са којим је имала двоје деце, кћерку Берил и сина Марвина. Њена кћерка Берил је пливачица и вишеструка француска олимпијка. 